# Monument aux morts de Beaucaire
Le monument aux morts de Beaucaire (Gard, France) commémore les soldats de la commune morts lors des conflits du XXe siècle.

## Caractéristiques
Le monument est érigé à l'entrée du cimetière de Beaucaire. Il est constitué d'un fronton flanqué de deux colonnes, ces trois éléments comportant des plaques de marbre recensant les noms des soldats de la commune morts au front : 208 pour la Première Guerre mondiale, 49 pour la Seconde Guerre mondiale, 1 pour la guerre d'Indochine, 3 pour la guerre d'Algérie, 1 pour la guerre de Bosnie-Herzégovine,.
Devant le fronton, une statue de femme en costume provençal, tenant un bouquet de fleurs, dépose des lauriers sur un autel portant un casque de poilu. Au sol, un drapeau.
Le monument mesure 6 m de hauteur ; la statue, 1,9 m.

## Histoire
Le monument est érigé en 1921 sur des plans de l'architecte Maximilien Raphel. La statuaire est l'œuvre de Raymond Sudre.
Le monument aux morts est inscrit au titre des monuments historiques le 18 octobre 2018. Il fait partie d'un ensemble de 42 monuments aux morts de la région Occitanie protégés à cette date pour leur valeur architecturale, artistique ou historique.